# Rödbrynad amazon
Rödbrynad amazon (Amazona rhodocorytha) är en hotad papegojfågel som förekommer i Brasilien.

## Utseende och läten
Rödbrynad amazon är en 35 lång papegoja med lysande grön fjäderdräkt. Pannan är starkt röd, övergående i lilabrunt mot hjässans baksida. Den är orange på tygeln och gul där bakom medan den är blå till violett på kinder och strupe. På rygg och mantel syns mörkare fjällning. Även vingarna är mörkare, med svarta handpennor med rött i basen. Stjärten är grön med röda teckningar och gul spets. Lätena beskrivs som mörka och nasala "craw" och andra gnissliga skrin.

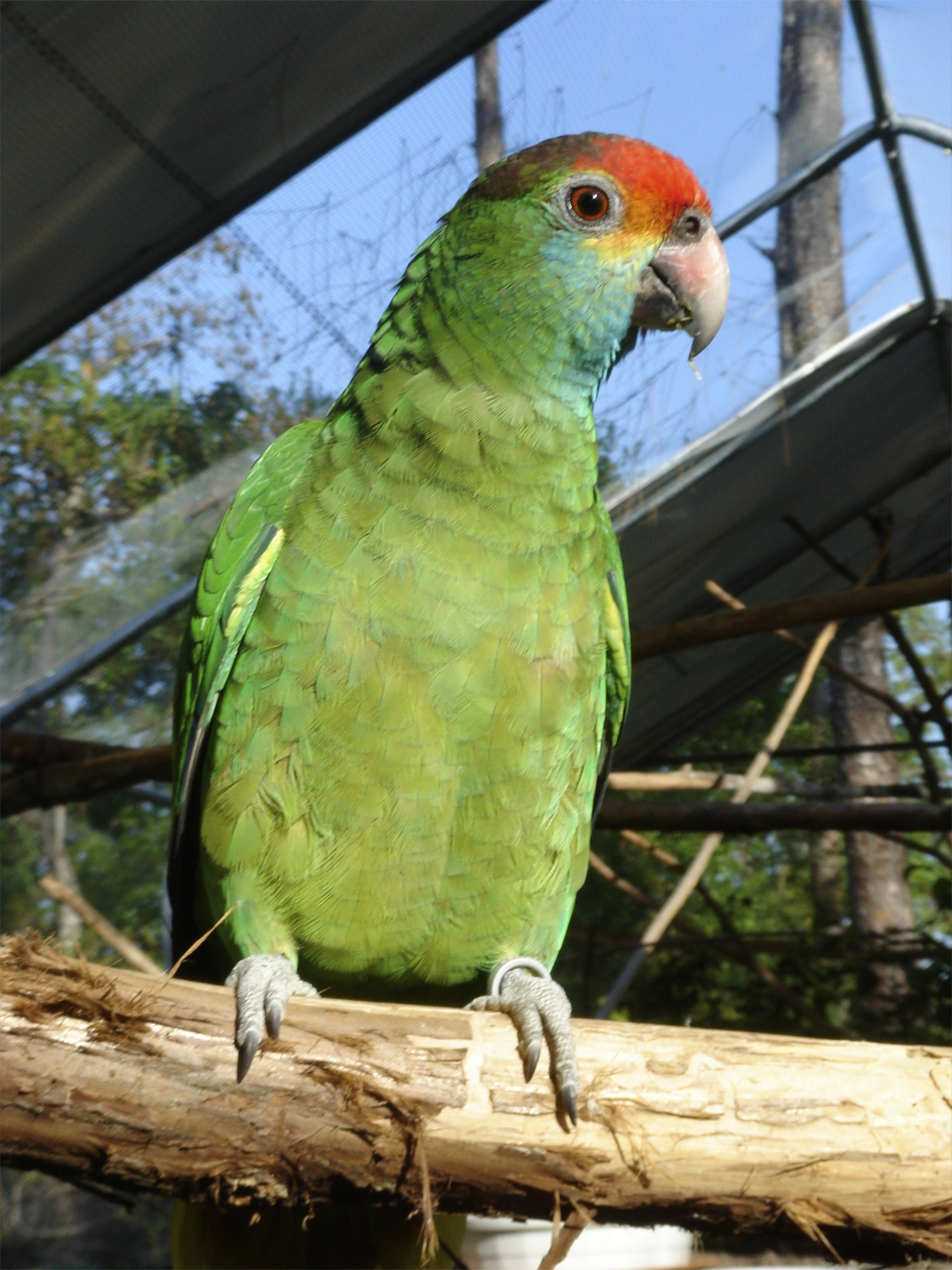

## Utbredning och systematik
Fågeln förekommer i östra Brasilien, i Alagoas och Bahia till Rio de Janeiro och São Paulo. Den behandlas som monotypisk, det vill säga att den inte delas in i några underarter.

## Levnadssätt
Arten förekommer övervägande i låglänt fuktig skog, men individer har också hittats upp till 1000 meters höjd. Fågeln födosöker i trädtoppar på jakt efter frukt, frön, bär och knoppar. Den har noterats födosöka även i odlingar med papaya, jackfrukt, mango, kakao, banan och kaffe. Äggen kläcks möjligen i oktober och par med ungar har observerats i januari.

## Status och hot
Rödbrynad amazon har ett begränsat utbredningsområde och en liten världspopulation bestående av uppskattningsvis endast 2 500–10 000 vuxna individer. Den tros också minska i antal. Den är därför upptagen på internationella naturvårdsunionen IUCN:s röda lista över hotade arter, 
sedan 2017 som sårbar från att tidigare ha behandlats som starkt hotad. Arten tros hotas av avskogning, jakt och illegal fångst.

## Taxonomi och namn
Rödbrynad amazon beskrevs taxonomiskt som art av Tommaso Salvadori 1890. Det vetenskapliga artnamnet rhodocorytha betyder "rosentofsad", av grekiska rhodon för "rosa" och ändelsen -koruthos, "försedd med tofs". Släktesnamnet Amazona, och därmed det svenska gruppnamnet, kommer av att Georges-Louis Leclerc de Buffon kallade olika sorters papegojor från tropiska Amerika Amazone, helt enkelt för att de kom från området kring Amazonfloden. Ursprunget till flodens namn i sin tur är omtvistat. Den mest etablerade förklaringen kommer från när kvinnliga krigare attackerade en expedition på 1500-talet i området ledd av Francisco de Orellana. Han associerade då till amasoner, i grekisk mytologi en stam av iranska kvinnokrigare i Sarmatien i Skytien. Andra menar dock att namnet kommer från ett lokalt ord, amassona, som betyder "förstörare av båtar".